# 热水镇 (和平县)
热水镇是中国广东省河源市和平县下辖的一个镇，下辖1个居委会和7个村委会。人口16000多人。热水镇是广东省五十九个抗日战争时期革命老区镇之一。

## 行政区划
热水镇下辖以下村级行政区划单位
街道社区、北联村、田心村、联丰村、中兴村、南湖村、下径村和九连村。

## 地理位置
热水镇位于和平县西部，总面积185.34平方公里。

## 资源
- 森林资源：热水镇森林覆盖率为84%，有成群分布的国家一级保护植物桫椤。
- 地热资源
- 水力资源